# 埼玉桶川スカイダイビング墜落事故 (1969年)
埼玉桶川スカイダイビング墜落事故（さいたまおけがわスカイダイビングついらくじこ）は、1969年12月15日に埼玉県桶川町（当時）で発生したスカイダイビングの死亡事故。スポーツ・スカイダイビングで日本で初めて起きた死亡事故でもある。以後、事故被害にあったスカイダイバーをAと表記する。

## 事故背景
Aが属していたスカイダイビング・クラブは、本事故の起きる直前の1969年7月に発足したばかりで、社会人が中心であった。本拠地は調布飛行場であったが、スカイダイビングを行なうには手狭であったため、ホンダエアポートや千葉県船橋市の陸上自衛隊第1空挺団の施設を利用していた。Aは、この時、降下6回目で自動索降下によるトレーニング期間中であった。

### 自動索降下
自動索降下とは、リップコードに自動索とよばれるロープを取り付け、この自動索を飛行機に引っ掛けておき、スカイダイバーが飛行機から飛び出すと、自動索が伸びきり自動的にパラシュートが開くようにしたものである。自動索降下は事故当時、初心者に対する一般的なトレーニング方法であった。またリップコードには減速用の誘導傘がついていた。Aはメインパラシュートの他に予備パラシュートも装着していた。

## 事故状況

### 天候
事故のあった日の天候は、桶川町近くの熊谷の午前9時の地上の気象観測データによると、快晴、気温は1.4℃、北西の風、風速0.5m/sであった。

### 事故の概要
Aを含む10人が1969年12月15日、午前7時30分ごろ、セスナ機でホンダエアポートを離陸した。インストラクターの指導のもと、自動索降下で、高度700メートルから空港滑走路の延長上にあるオーバーランの芝生の上に降下する訓練を行う予定であった。
この時、Aは女優の應蘭芳とペアを組んでおり、應蘭芳が降下した後に、続いて降下を始めた。しかし、パラシュートが開かず、補助パラシュートも使用しないまま芝生の上に墜落した。即死だった。

## 事故の原因
Aがセスナ機から降下を開始直後、通常の姿勢とは異なり、背中が下になってしまった。その時誘導傘が脇の下に挟まり、またメインのパラシュートを抱えてしまったため、予備パラシュートを開く動作ができなかったと推定される。